# 团结雕像
团结雕像（英語：Statue of Unity）位于印度古吉拉特邦那尔马达县，是纪念印度独立运动领导人、首任印度副总理萨达尔·瓦拉巴伊·帕特尔（1875–1950）所设立的雕像。它目前是全球最高的雕像，高约182米。雕像毗邻巴罗达东南方100公里处拉杰皮普拉镇附近的讷尔默达大坝。
纪念雕像及其配套设备占地超过2公顷，周围环绕着12平方公里的人工湖。拉森特博洛于2014年10月拿下雕像设计、建设和维护合約，成本耗费达298.9亿卢比。工程于2014年10月31日开始，2018年10月中旬完工。雕像由印度籍设计师拉姆·V·苏塔尔设计，2018年10月31日帕特尔诞辰143周年纪念日由印度总理纳伦德拉·莫迪揭幕。

## 背景

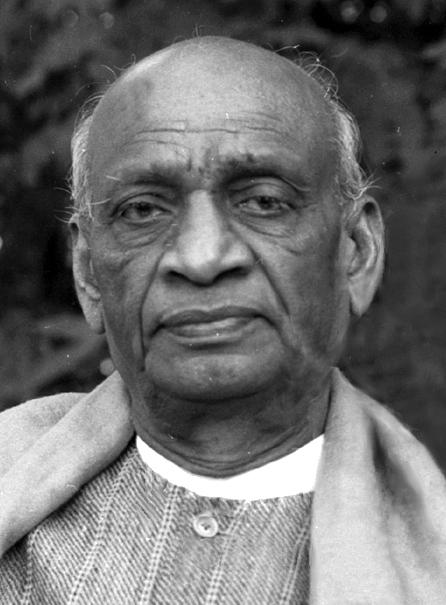
萨达尔·瓦拉巴伊·帕特尔 攝於1949年。

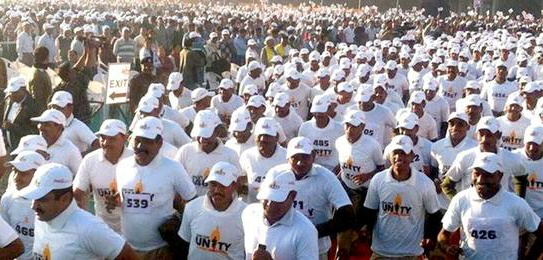
2013年12月的为团结赛跑

计划于2010年10月7日公布。古吉拉特邦政府为了雕像的建设，设立了萨达尔·瓦拉巴伊·帕特尔国家团结信托（Sardar Vallabhbhai Patel Rashtriya Ekta Trust）。此外，支持雕像建设的团结雕像活动展开。活动号召农民捐出用过的农具，协助收集雕像所需的铁原料，最终收集了5000公吨的铁。尽管计划最初打算将原料用于雕像，但后来决定用于其他地方。
团结雕像运动还组织了“善治”（Suraaj）请愿活动。请愿书大约有2000万人签署，是全球最大的请愿书。2013年12月15日，“为团结赛跑”（Run For Unity）马拉松在印度多地举行。

## 计划
雕像描绘了印度独立运动领导者、首任副总理萨达尔·瓦拉巴伊·帕特尔。雕像在距讷尔默达大坝3.2公里远的萨杜贝特岛上建设。从底层基础算起，雕像高达240米，其中58米为基础，182米为雕像主体。雕像采用铁框架、钢筋混凝土和青铜覆层建造，建设共耗费75000立方米的水泥、5700公吨钢结构、18500公吨钢筋、22500公吨青铜覆层。
雕像建设采用政府和社会资本合作模式，大部分资金由古吉拉特邦政府募集。印度政府于2012年到2016年间为计划拨款30亿卢比。2014-2015年度联合预算案中，有20亿卢比分配给雕像建设。
负责监督项目的财团由特纳建筑（哈利法塔项目经纪）、迈克尔·格雷夫斯协会和梅因哈特集团组成。项目总耗时56个月，其中15个月用于规划，40个月用于建设，2个月用于财团移交。政府估计项目总成本约为206.3亿。第一阶段项目投标于2013年10月开放邀请，11月结束。
时任古吉拉特邦第一部长的纳伦德拉·莫迪于2013年10月31日帕特尔诞辰138周年纪念日为雕像奠基。
印度建筑公司拉森特博洛于2014年10月27日凭借最低的298.9亿设计、建设和修缮成本，赢得招标。他们于2014年10月31日开始建设。项目第一阶段中，134.7亿用于雕像主体建设，23.5亿用于展览厅和会议中心，8.3亿用于连接雕像到大陆的桥，65.7亿用于建筑完工之后15年的维护。埃森哲提供数字媒体推广计划。雕像由拉姆·V·苏塔尔设计。
雕像需时33个月完工。地基于2013年完成，建筑于2018年10月中旬完成。揭幕仪式于2018年10月31日举行，由总理纳伦德拉·莫迪主持。雕像被誉印度建筑工程技术的体现。

## 争议
当地居民反对因开发雕像周边地区旅游基础设施征收土地。他们表示，这片名叫萨杜贝特岛的土地，原本叫Varata Bawa Tekri，以当地一位神的名字命名，因此该地有着重要的宗教意义。
环保活动人士致函中央政府，表示计划从一开始实施便未经过环保部的批准。周围的村民反对建造这座雕像，要求归还之前为建造大坝征收的375公顷土地。
尽管2014-15年度联合预算案为雕像分配20亿财政资金，多个人士和政党依旧批评雕像的开支超出诸如女性安全、教育和农业计划等优先事项。 L&T联系中国南昌的江西桐青金属工艺品股份有限公司的子公司桐青工艺提供雕像的青铜覆层，也遭到古吉拉特邦立法议会的反对党印度国民大会党批评。《Swarajya》杂志后来澄清，项目总价值中只有9%来自中国。